# Paolo Emilio Taviani
Paolo Emilio Taviani (Genova, 6 novembre 1912 – Roma, 18 giugno 2001) è stato un politico, storico ed economista italiano; fu tra i capi del Movimento Partigiano in Liguria.
Membro della Consulta Nazionale e dell'Assemblea Costituente, poi del Parlamento Italiano dal 1948 fino alla morte, fu più volte ministro, tra i maggiori esponenti della Democrazia Cristiana.
Professore universitario, pubblicò studi di economia e importanti opere su Cristoforo Colombo. Come giornalista collaborò con numerose testate quotidiane e periodiche.

## Biografia

### Gli anni della formazione (1912-1943)
Paolo Emilio Taviani nasce a Genova, il 6 novembre 1912, figlio di Elide Banchelli, maestra elementare, e di Ferdinando Taviani, direttore scolastico e militante del Partito Popolare Italiano. Ancora bambino, Taviani si appassiona alla politica e alla geografia. Fino alla prima laurea la sua formazione si svolge nella città natale: nel 1930 termina gli studi classici presso il Liceo D'Oria, nel 1932 si diploma in Paleografia e Diplomatica presso l'Archivio di Stato, nel 1934 si laurea in Giurisprudenza. Nello stesso anno diventa giornalista pubblicista e comincia a collaborare con Il Nuovo Cittadino (l'attività giornalistica proseguirà poi fino agli anni Ottanta, soprattutto per Il Popolo e per Il Corriere del Pomeriggio di Genova).
Nel 1935 comincia a frequentare la Scuola Normale di Pisa e vi consegue due diplomi di perfezionamento (Analisi matematica e Calcolo delle probabilità, nel giugno, e Scienze corporative, a novembre); nel 1936 si laurea in Scienze Sociali. Si laurea una terza volta, nel 1939, in Lettere e Filosofia, all'Università Cattolica di Milano. Dall'anno seguente è professore di Storia e Filosofia nei Licei (prima a La Spezia, poi a Pisa, infine a Genova). Nello stesso periodo è assistente di Geografia all'Università di Genova. Conseguita la libera docenza, a partire dal 1943 è professore incaricato di Demografia presso la Facoltà di Giurisprudenza, sempre a Genova.

### L'antifascismo e la Resistenza (1943-1945)
Fin dagli anni del liceo Taviani aderisce all'area del movimento cattolico più sensibile alla questione sociale. Passato all'università, diviene dirigente della Federazione universitaria dei cattolici italiani (Fuci) genovese. In seguito ai Patti Lateranensi, per un breve periodo condivide l'illusione che il fascismo possa evolversi in un movimento di riscatto sociale e nazionale, ispirato dai valori cattolici: a diciotto anni, appena iscritto all'università, entra a far parte del Guf di Genova; a ventuno partecipa ai Littoriali della cultura. Ma la politica bellicista del regime e soprattutto le leggi razziali del 1938 sciolgono l'illusione. Alla vigilia della guerra Taviani è decisamente schierato nel campo degli antifascisti: organizza i “gruppi di studio cristiano-sociali” a Pisa, Livorno, Lucca e Genova.
Già professore del Liceo classico Lorenzo Costa della Spezia, nel luglio 1943 prende parte ai lavori per la redazione del Codice di Camaldoli, completato il 23 luglio. Il successivo 27 luglio, all'indomani della caduta del regime, fonda la sezione ligure del "Partito cristiano-sociale democratico" (poi Democrazia Cristiana) unendo i giovani del movimento cristiano-sociale con gli anziani del Partito Popolare.
Subito dopo l'8 settembre (con il nome di copertura di Riccardo Pittaluga) è tra i costitutori del clandestino Comitato di Liberazione Nazionale per la Liguria (Cln-Liguria), come rappresentante della Dc. Gli è affidato il reperimento di contributi finanziari per la lotta partigiana, attività che lo porta spesso a recarsi tra le brigate di montagna (è di questo periodo la profonda amicizia con i comandanti Aldo Gastaldi, ‘Bisagno’, e Aurelio Ferrando, ‘Scrivia’). Effettua missioni di collegamento con il Cln-Alta Italia (a Milano) e con gli osservatori militari alleati paracadutati oltre la linea del fronte. Cura inoltre La voce d'Italia, periodico illegale della Resistenza ligure. Nel dibattito all'interno del Cln regionale Taviani sostiene sempre la necessità di un comando militare unico, capace di coordinare in modo efficace l'impegno dei tanti volontari delle varie tendenze politiche.

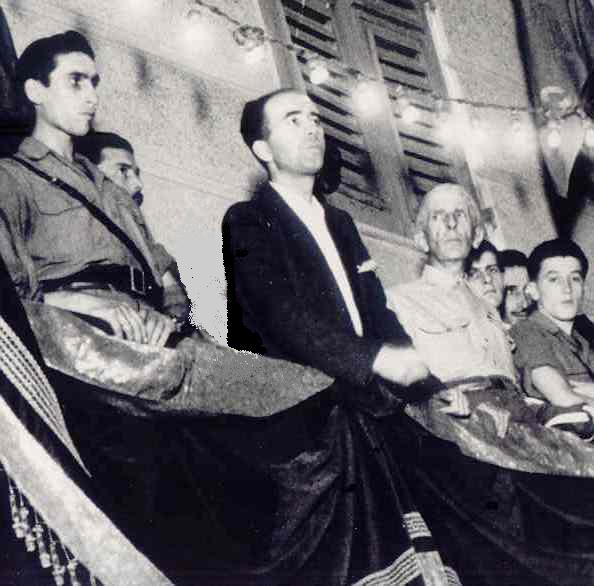
Comizio di Taviani a Genova, 27 aprile 1945

La notte del 23 aprile 1945 il Cln-Liguria assume la direzione dell'insurrezione di Genova. Il 26 aprile è Taviani ad annunciare l'avvenuta Liberazione della città, in un messaggio radiofonico rilanciato dalla BBC: “Genova è libera, popolo genovese esulta! Per la prima volta nella storia di questa guerra un corpo d'esercito si è arreso alla forza spontanea di un popolo: il popolo genovese!”
Taviani sarà poi insignito di medaglia d'oro ai Benemeriti della Cultura e dell'Arte e delle medaglie d'oro al merito negli Usa e nell'URSS e riceverà il titolo di Grande Ufficiale della Legion d'onore in Francia.
Taviani tratterà delle vicende cospirative nella Breve storia dell'insurrezione di Genova, nella raccolta narrativa Pittaluga racconta e in decine di articoli e interventi pubblici. Particolarmente significativo il breve saggio pubblicato su Civitas nel 1983, in cui Taviani definisce la Resistenza italiana "guerra dei cento fronti", una formula in seguito ripresa dalla storiografia.
Le origini resistenziali connoteranno l'intero arco della sua attività politica. Dal 1963 sarà Presidente della Federazione Italiana Volontari della Libertà (Fivl). Nel 1987 sarà nominato presidente del Museo Storico della Liberazione di Via Tasso, a Roma. Il 25 aprile 1994, a Milano, terrà un appassionato discorso in difesa dei valori della Resistenza, nel corso di una grande manifestazione popolare particolarmente avversata dalla coalizione uscita vincente dalle recenti elezioni politiche. Nel 2001 celebrerà la prima Giornata della Memoria presso il Museo di Via Tasso.

### Dalla Consulta agli incarichi di governo (1945-1975)
Terminata la guerra, Taviani s'impegna a favore della Repubblica. Nominato nella Consulta Nazionale, viene poi eletto all'Assemblea Costituente, dove è relatore nella III Sottocommissione per gli articoli sulla proprietà (41-45 del testo definitivo). Nelle elezioni del 1948, e poi in tutte le successive, sino a quelle del 1976, riesce sempre primo eletto nelle liste liguri della Dc per la Camera dei deputati (risulterà il più votato anche tra i candidati di tutti i partiti della regione).
Tra il 1947 e il 1950 è vicesegretario e poi segretario politico nazionale della Dc. Nel partito sosterrà sempre l'impostazione laica voluta da De Gasperi. Nel 1950 dirige a Parigi la delegazione italiana per il Piano Schuman, primo fondamentale passo verso la costituzione dell'Europa unita. Come sottosegretario di De Gasperi al Ministero degli Esteri (1951), poi come ministro per il Commercio Estero (1953), poi ancora della Difesa (dal 1953 al 1958), Taviani sostiene la scelta filo-atlantica, ma sempre nella prospettiva europeista: è uno dei più tenaci fautori della formazione della Ceca, della Cee e infine dell'Unione europea.
Taviani è stato anche un forte sostenitore del rilancio della politica italiana di apertura verso il mondo arabo: l'11 settembre 1951, alla Fiera del Levanti di Bari, definisce il nostro Paese un "Ponte sul Levante". Su impulso di Taviani venne anche creato un apposito "Centro per le relazioni culturali italo-arabe", inaugurato il 3 aprile 1952.
Come ministro della Difesa promuove il rientro della Repubblica Federale Tedesca nella compagine occidentale, ha un ruolo di primo piano nella soluzione della questione di Trieste (pubblicherà poi il diario di quelle vicende in I giorni di Trieste) e dà concreta attuazione all'accordo tra governo italiano e Nato per la struttura militare Stay Behind, ovvero Operazione Gladio.
Tra il 1953 e il 1974 mantiene quasi ininterrottamente un incarico da ministro in tutti i successivi governi. Oltre i dicasteri già menzionati, fu Ministro delle finanze (1959-60), Ministro del tesoro (1960-62), Ministro dell'interno (1962-1968, 1973-1974), Ministro della Cassa del Mezzogiorno (1968-1972, 1973), Ministro del bilancio e della programmazione economica (1972).
Alle Finanze riforma alcune delle imposte più antiquate. Al Tesoro s'impegna per la convertibilità della lira con l'oro. Come ministro dell'Interno favorisce l'attuazione dell'autonomia regionale prevista dalla Costituzione, avvia il processo di coinvolgimento nelle attività di protezione civile delle associazioni di volontariato (cattoliche e laiche), e conduce la lotta contro il banditismo sardo e la mafia, così come quella contro gli attentati in Alto Adige, il neofascismo stragista (nel 1973 mette fuori legge Ordine Nuovo) e le Brigate Rosse (sono del settembre 1974 i primi arresti di Curcio e Franceschini).

### Cristianesimo sociale, atlantismo e aperture a sinistra
La formazione nei gruppi del movimento cristiano sociale caratterizza costantemente  l'azione politica di Taviani. Il suo contributo alla Costituente e il volume su La proprietà saranno addirittura definiti ‘socialisteggianti’.
I primi anni della guerra fredda trovano però Taviani fra i decisi sostenitori dell'inquadramento militare dell'Italia nella Nato, intesa quale unica garanzia possibile per la sicurezza internazionale del Paese.
Già nei primi anni Sessanta Taviani afferma la necessità di aprire convintamente a sinistra anticipando in Liguria quell'alleanza tra Dc e Psi che dopo sosterrà i governi nazionali. Nel 1964, nel ruolo di ministro dell'Interno, respinge con fermezza la proposta del Presidente della Repubblica, Antonio Segni, di presiedere un governo d'emergenza teso ad imporre al paese una svolta autoritaria in funzione anticomunista. Negli anni seguenti prevalgono le critiche delle forze conservatrici.
Dopo il golpe cileno del 1973, Taviani riconosce il cambiamento in atto nel Pci di Enrico Berlinguer; ne apprezzerà sinceramente la collaborazione nel contrasto delle organizzazioni illegali armate (di destra e di sinistra), durante l'ultimo periodo al dicastero dell'Interno. Alla fine del 1974 entra in urto con il vertice democristiano, che lo ritiene eccessivamente sbilanciato a sinistra: a partire da allora assumerà solo incarichi istituzionali, non di governo.
Nel dopoguerra Taviani scampa alle successive condanne a morte dell'Organisation de l'Armée Secrète (Oas), di Ordine Nuovo, delle Brigate Rosse.

### Senatore e Senatore a vita (1976-2001)
Nel 1976 Taviani viene eletto senatore della Repubblica, ruolo nel quale sarà confermato in tutte le successive consultazioni fino a quella del 1987. È presidente della prima Commissione Parlamentare di vigilanza sulla Rai dal 1976 al 1979. Poi, fino al 1987, è Presidente della Commissione Affari Esteri del Senato. Dal 1987 al 1992 è vicepresidente vicario del Senato. Nel 1991 è nominato senatore a vita “per meriti sociali, letterari e scientifici”.
Lo scioglimento della Dc trova Taviani - che pure era stato uno dei capicorrente storici del partito - in posizione distaccata dalle vicende partitiche. Solo nel 1995 entra coerentemente nel nuovo Partito Popolare, collocato stabilmente nel centro-sinistra e per il quale si prodiga nella campagna elettorale del 1996 e ancora in quella del 2001. In una delle ultime interviste, Taviani auspica l'adesione del PPI al gruppo socialdemocratico europeo.

### Il documento Martino e Stay Behind
Negli anni '90 emerse un breve documento riservato che nel 1956 il Ministro degli Esteri, Gaetano Martino, aveva presentato al Governo con la proposta di rimandare la richiesta estradizione dalla Germania di due ufficiali tedeschi inquisiti per stragi avvenute nelle isole greche contro le Forze Armate italiane, negli ultimi anni della II Guerra Mondiale. Nel documento appariva una sigla di approvazione di Taviani, all'epoca Ministro della Difesa. Taviani confermò subito l'autenticità dell'appunto e ne rivendicò le motivazioni: si trattava di rinviare la decisione, poiché in quel momento avrebbe dato forza a coloro che, sia in Germania che in Italia, si opponevano all'ingresso della Germania Ovest nella NATO. Considerata la gravità della minaccia militare del Patto di Varsavia (in quei mesi, in Ungheria, le truppe si addestravano su terreni che simulavano il territorio italiano), l'obiettivo strategico di politica estera prevalse sulla pur legittima richiesta di giustizia. Anni dopo, quando emerse lo scandalo dell'Armadio della vergogna, alcuni ritennero che l'occultamento dei documenti sulle stragi naziste in Italia potesse ricollegarsi a quella decisione del '56. Taviani negò decisamente questa ipotesi e negò ogni suo coinvolgimento nell'occultamento delle inchieste sulle stragi naziste in Italia. Successive indagini e l'inchiesta di una Commissione parlamentare (conclusasi dopo la morte del Senatore) confermarono la sua totale estraneità ai fatti.
Quando emerse sugli organi di stampa l'esistenza dell'organizzazione Stay Behind in Italia, Taviani si assunse subito la responsabilità di esserne stato il fondatore ("Stay Behind sono io": così un settimanale titolò un’intervista al Senatore). Taviani affermò che si trattava di una struttura militare preventiva, dipendente dal Ministero della Difesa, da attivare in caso d’invasione da parte di truppe straniere. Tutte le forze politiche che avevano preso parte ai successivi governi della Repubblica ne erano a conoscenza e l’avevano approvata. Stay Behind era presente anche negli altri Paesi della Nato; strutture analoghe e opposte erano presenti nei Paesi del Patto di Varsavia. Taviani affermò decisamente che nel periodo in cui ne era stato responsabile, come Ministro della Difesa, non vi erano state deviazioni o deragliamenti. Se persone appartenenti alla struttura erano state coinvolte in attività illegali, ciò era avvenuto solo in periodi successivi al suo mandato. Le indagini in merito svolte anche dopo la morte del Senatore non hanno smentito le sue parole.

### Economista

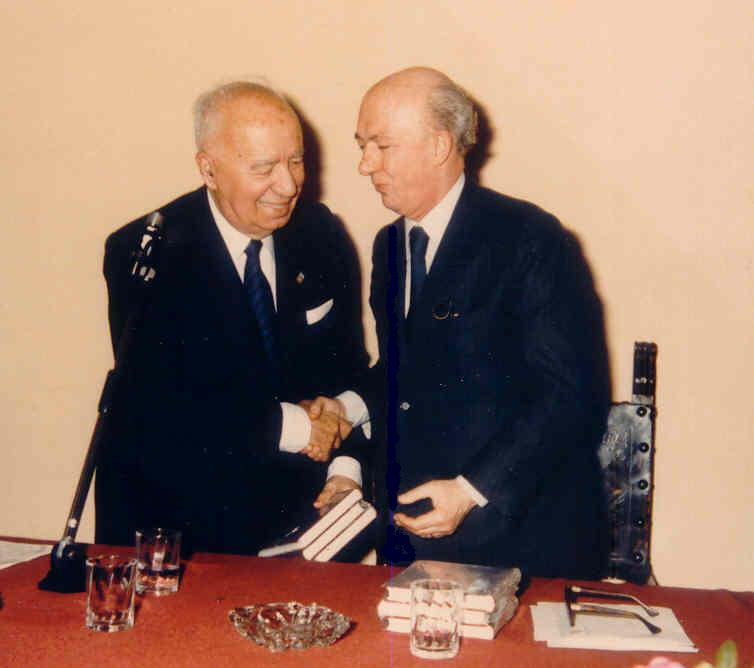
Università di Genova, Facoltà di Scienze Politiche, 1986: Taviani riceve dal preside, Gaetano Ferro, tre volumi scritti in suo onore.

Il pensiero economico di Taviani s'inserisce nelle correnti del cristianesimo sociale. Forgiatasi nell'esame critico delle opere di Marx, Pareto, Smith e Ricardo, la formazione di Taviani è molto influenzata da Maritain e si sviluppa guardando ai lavori di Blondel e Mounier. Dopo una giovanile affascinazione per le teorie corporativiste, Taviani matura l'idea di un'economia ‘mista’, capace di promuovere la giustizia sociale temperando e superando l'antitesi tra capitalismo e socialismo. Cruciale fu per Taviani la partecipazione alla ‘settimana di Camaldoli’ del 1943 (18-23 luglio; un seminario annuale di studi organizzato dalla Fuci, dedicato solitamente a temi teologici, ma che in quell'anno si aprì eccezionalmente a tematiche più terrene) da cui scaturì il Codice di Camaldoli, novantanove enunciati concepiti per orientare l'impegno dei cattolici nella vita sociale, economica e politica. A tale orientamento corrisponde il decisivo contributo di Taviani per la redazione degli articoli sulla proprietà della Costituzione della Repubblica Italiana.
Tra gli studi economici di Taviani, si segnalano in particolare: Problemi economici nei riformatori sociali del Risorgimento italiano; Utilità, economia e morale; Il concetto di utilità nella teoria economica.
All'economia Taviani dedica l'attività di docente universitario, insegnando Storia delle dottrine economiche presso l'Università di Genova, dal 1961 al 1986 (prima nella Facoltà di Giurisprudenza, poi in quella di Scienze Politiche). Economia, storia contemporanea e politica internazionale sono i temi trattati dalla rivista Civitas, che Taviani riavvia e dirige dal 1950 al 1995.

### Storico delle imprese di Cristoforo Colombo
La passione di Taviani per la figura e le imprese di Cristoforo Colombo risale all'infanzia e si espresse già in alcune pubblicazioni del 1932. Ma è a partire dalla seconda metà degli anni Settanta che gli studi colombiani assorbono gran parte delle sue attività. Taviani lascia circa duecento scritti dedicati a Cristoforo Colombo (con traduzioni in inglese, francese, spagnolo, tedesco, portoghese, ungherese, turco, vietnamita ecc.).
Due sono le opere maggiori: Cristoforo Colombo. La genesi della grande scoperta, e I viaggi di Colombo. La grande scoperta. Le realizza seguendo un metodo che, prima di lui (e solo per una parte della biografia colombiana), era stato adottato da S.E. Morison, ossia quello di ripercorrere le tappe di tutti i viaggi di Colombo, sia nel Mediterraneo che nell'Atlantico, sulla scia degli scritti del grande Ammiraglio, dei suoi compagni e del figlio Fernando. 

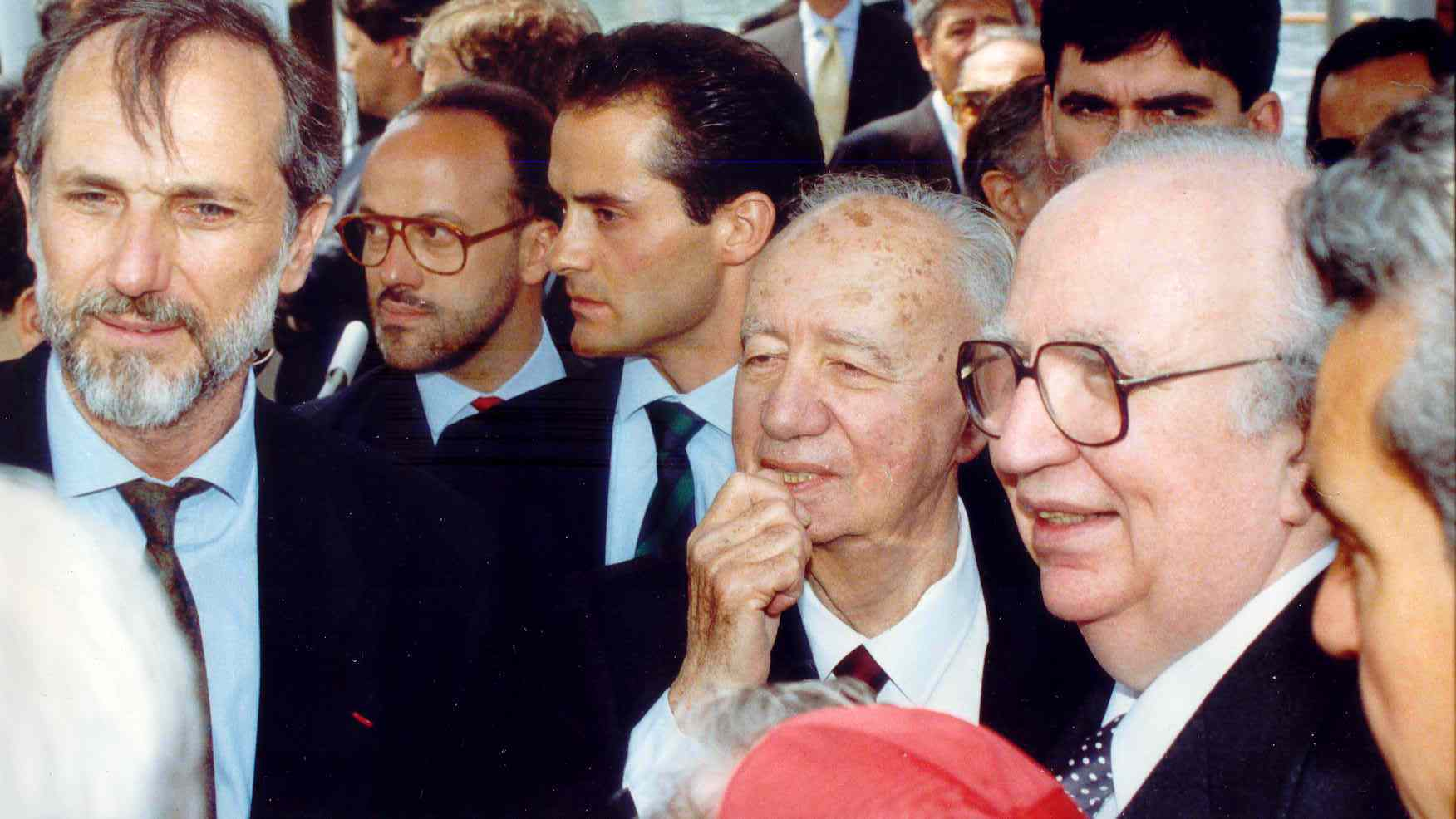
Taviani con Renzo Piano e Giovanni Spadolini all'apertura delle celebrazioni colombiane, Porto di Genova, 15 maggio 1992.

Taviani mette a confronto le diverse tesi interpretative, segnala le più attendibili, ne indica di nuove e lascia il campo aperto a più ipotesi quando non è possibile superare ogni ragionevole dubbio. Importante è per Taviani il dialogo con gli studiosi italiani e stranieri, con i quali riesce a costruire un quasi unanime consenso intorno ad alcuni punti fermi della storiografia.
Dalla seconda metà degli anni Ottanta Taviani è presidente della Commissione scientifica per l'edizione nazionale della 'Nuova Raccolta Colombiana' (22 volumi, curati dai maggiori studiosi italiani e stranieri) e s'impegna per l'organizzazione delle celebrazioni colombiane del 1992, che gli attireranno anche qualche critica per il grande risalto dato alla sua città natale. Del 1996 è la sua opera definitiva sull'argomento, che raccoglie e aggiorna tutte le precedenti: Cristoforo Colombo.

### La vita privata
Trasferitosi a Roma nel dopoguerra, Taviani vi mantiene il domicilio per tutta la vita. Per motivi di studio, per incarichi istituzionali, o semplicemente per passione, fin dalla gioventù compie innumerevoli viaggi in tutti i continenti, in particolare nei paesi dell'America Latina. Ma conserva sempre un legame profondo con la Liguria. Ogni anno trascorre lunghi periodi presso Bavari (frazione di Genova), nella modesta casa di campagna lasciatagli dai genitori. Un affetto particolare lo lega ai piccoli comuni di montagna dell'alta Val Trebbia, dove ha visto crescere il movimento resistenziale (nel 1970 accoglie volentieri la nomina a sindaco di Fascia). Alla regione dedica il volume Terre di Liguria.
A gennaio 1941 Taviani sposa Vittoria Festa (1918-2008), conosciuta all'Università di Genova: in oltre sessant'anni di matrimonio hanno otto figli (il penultimo, Pietro, muore di leucemia a soli sette anni, nel 1962) e venti nipoti.
Taviani non venne mai coinvolto in scandali finanziari e non ricevette mai 'avvisi di reato' o 'di garanzia'.
Taviani appare un'ultima volta alla ribalta della scena politica italiana il 30 maggio 2001, per presiedere come decano la seduta inaugurale del Senato nella XIV legislatura. Pochi giorni dopo è colpito da ictus cerebrale: muore a Roma, all'alba del 18 giugno. Postume sono state pubblicate le memorie che si accingeva a consegnare all'editore, Politica a memoria d'uomo, che si concludono con il testo del discorso pronunciato in quella solenne occasione. È sepolto nel cimitero di Bavari.

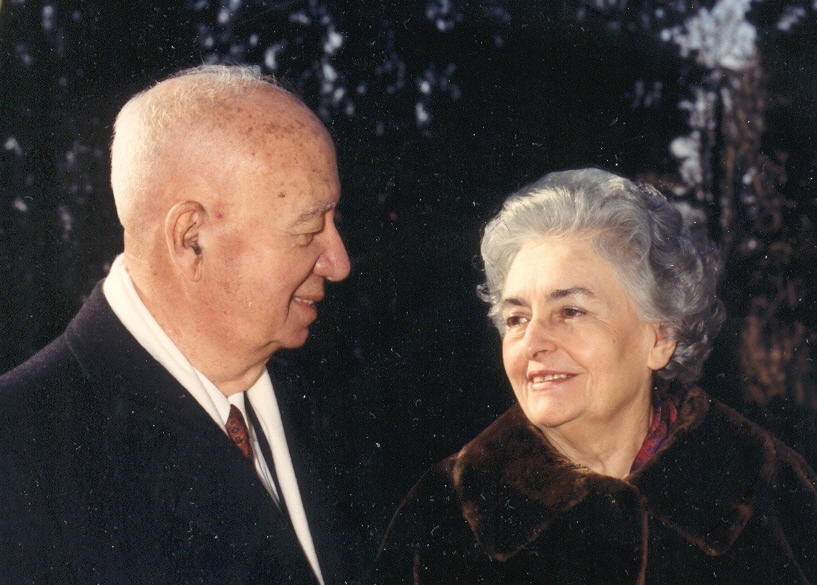
Taviani e Vittoria Festa in occasione delle nozze d'oro

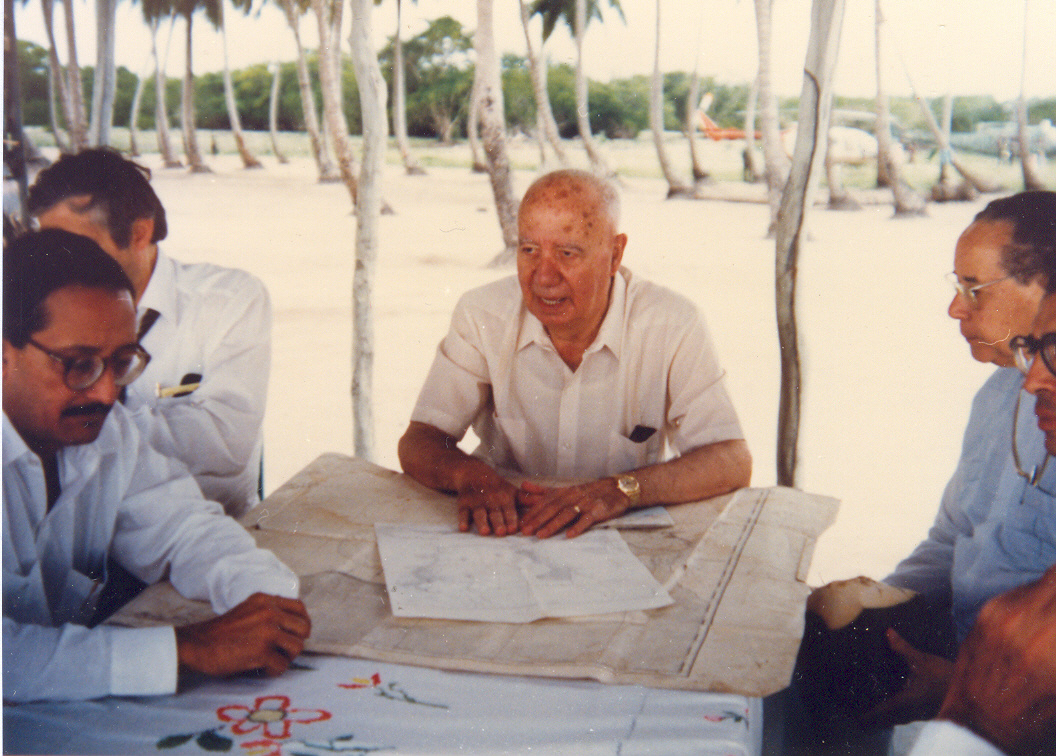
Taviani durante una ricognizione geografica sull'Isola di Saona (Rep. Dominicana), nel 1989

## Sinossi degli incarichi di Governo
| Incarico                                                                                  | Mandato                            | Governo                 |
| ----------------------------------------------------------------------------------------- | ---------------------------------- | ----------------------- |
| Sottosegretario di Stato al Ministero degli affari esteri                                 | 27 luglio 1951 - 16 luglio 1953    | Governo De Gasperi VII  |
| Ministro del commercio con l'estero                                                       | 16 luglio 1953 - 17 agosto 1953    | Governo De Gasperi VIII |
| Ministro della difesa                                                                     | 17 agosto 1953 - 18 gennaio 1954   | Governo Pella           |
| Ministro della difesa                                                                     | 18 gennaio 1954 - 10 febbraio 1954 | Governo Fanfani I       |
| Ministro della difesa                                                                     | 10 febbraio 1954 - 6 luglio 1955   | Governo Scelba          |
| Ministro della difesa                                                                     | 6 luglio 1955 - 19 maggio 1957     | Governo Segni I         |
| Ministro della difesa                                                                     | 19 maggio 1957 - 1º luglio 1958    | Governo Zoli            |
| Ministro delle finanze                                                                    | 15 febbraio 1959 - 25 marzo 1960   | Governo Segni II        |
| Ministro del tesoro                                                                       | 25 marzo 1960 - 26 luglio 1960     | Governo Tambroni        |
| Ministro del tesoro                                                                       | 26 luglio 1960 - 21 febbraio 1962  | Governo Fanfani III     |
| Ministro dell'interno                                                                     | 22 febbraio 1962 - 22 giugno 1963  | Governo Fanfani IV      |
| Ministro dell'interno                                                                     | 5 dicembre 1963 - 23 luglio 1964   | Governo Moro I          |
| Ministro dell'interno                                                                     | 23 luglio 1964 - 24 febbraio 1966  | Governo Moro II         |
| Ministro dell'interno                                                                     | 24 febbraio 1966 - 25 giugno 1968  | Governo Moro III        |
| Ministro per gli interventi straordinari nel Mezzogiorno e nelle zone depresse            | 13 dicembre 1968 - 6 agosto 1969   | Governo Rumor I         |
| Ministro per gli interventi straordinari nel Mezzogiorno e nelle zone depresse            | 6 agosto 1969 - 28 marzo 1970      | Governo Rumor II        |
| Ministro per gli interventi straordinari nel Mezzogiorno e nelle zone depresse            | 28 marzo 1970 - 6 agosto 1970      | Governo Rumor III       |
| Ministro per gli interventi straordinari nel Mezzogiorno e nelle zone depresse            | 6 agosto 1970 - 18 febbraio 1972   | Governo Colombo         |
| Ministro del bilancio e della programmazione economica                                    | 18 febbraio 1972 - 26 giugno 1972  | Governo Andreotti I     |
| Ministro del bilancio e della programmazione economica                                    | 26 giugno 1972 - 8 luglio 1973     | Governo Andreotti II    |
| Ministro per gli interventi straordinari nel Mezzogiorno e nelle zone depresse ad interim | 26 giugno 1972 - 8 luglio 1973     | Governo Andreotti II    |
| Ministro dell'interno                                                                     | 8 luglio 1973 - 15 marzo 1974      | Governo Rumor IV        |
| Ministro dell'interno                                                                     | 15 marzo 1974 - 23 novembre 1974   | Governo Rumor V         |

## Pubblicazioni
- Problemi economici nei riformatori sociali del Risorgimento italiano, Milano: Ancora, 1940; Firenze: Le Monnier, 1968.
- Prospettive sociali, Milano: Istituto di propaganda libraria, 1943, 1945.
- Breve storia dell'insurrezione di Genova, Firenze: Le Monnier, 1945,  Breve storia dell'insurrezione di Genova Stralcio (PDF), su ssai.interno.it. (dodici edizioni, tradotto in spagnolo).
- La Proprietà, Roma: Edizioni Studium, 1946.
- Utilità, Economia e morale, Milano: Istituto di propaganda libraria, 1946; Firenze: Le Monnier, 1970.
- Il Piano Schuman, Roma: Ministero Affari Esteri, 1953; 1954.
- Solidarietà atlantica e comunità europea, Firenze: Le Monnier, 1954; 1967.
- Principi cristiani e metodo democratico, Firenze: Le Monnier, 1965; 1972.
- Il concetto di utilità nella teoria economica, voll. 1-2, Firenze: Le Monnier, 1968-1970; 1973.
- Sì alle Regioni, Roma: Edizioni Civitas, 1970.
- Cristoforo Colombo. La genesi della grande scoperta, voll. 1-2, Novara: De Agostini, 1974; 1988 (tradotto in inglese, francese, spagnolo).
- Terre di Liguria, Roma: Editalia, 1977.
- "La guerra dei cento fronti", in Civitas, 34.1 (1983), pp. 5–9.
- I viaggi di Colombo. La grande scoperta, voll. 1-2, Novara: De Agostini, 1984; 1990 (tradotto in inglese, francese, spagnolo).
- ‘Presentazione’, in A. Paladini, Via Tasso. Museo Storico della Liberazione di Roma, Roma: Istituto poligrafico dello Stato, 1986, pp. 5–7.
- C. Colombo, Il giornale di bordo, tomi 1-2, a cura di P.E. Taviani e C. Varela (‘Nuova raccolta colombiana’, 1), Roma: Istituto poligrafico dello Stato, 1988 (tradotto in inglese).
- Pittaluga racconta, Genova: Ecig, 1988; Bologna: Il Mulino, 1999.
- La meravigliosa avventura di Cristoforo Colombo, Novara: De Agostini, 1989; = L'avventura di Cristoforo Colombo, Bologna: Il Mulino, 2001 (tradotto in spagnolo, tedesco, ungherese, vietnamita, turco).
- F. Colombo, Le Historie della vita e dei fatti dell'ammiraglio don Cristoforo Colombo, tomi 1-2, a cura di P.E. Taviani e I.L. Caraci, (‘Nuova raccolta colombiana’, 8), Roma: Istituto poligrafico dello Stato, 1990 (tradotto in inglese).
- C. Colombo, Relazioni e lettere sul secondo, terzo e quarto viaggio, tomi 1-2, a cura di P.E. Taviani e C. Varela, J. Gil, M. Conti (‘Nuova raccolta colombiana’, 2), Roma: Istituto poligrafico dello Stato, 1992 (tradotto in inglese).
- C. Colombo, Lettere e scritti, tomo 2, a cura di P.E. Taviani e C. Varela (‘Nuova raccolta colombiana’, 3.2), Roma: Istituto poligrafico dello Stato, 1993.
- “La questione dell'ordine pubblico (1976-1979)”, in Il Parlamento italiano. 22, Milano: Nuova Cei, 1993, pp. 95–125.
- I Giorni di Trieste, Roma: Edizioni Civitas, 1994; Bologna: Il Mulino, 1998.
- Cristoforo Colombo, voll. 1-3, Roma: Società Geografica Italiana, 1996 (tradotto in inglese).
- Politica a memoria d'uomo, Bologna: Il Mulino, Bologna, 2001.
- Discorsi parlamentari, Bologna: Il Mulino, 2005.